# Paul Hartnoll
Paul Hartnoll (ur. 19 maja 1968 w Dartford, w hrabstwie Kent)– brytyjski muzyk

## Życiorys
Wspólnie z bratem, Philem Hartnollem założył zespół pod nazwą Orbital grający odmianę muzyki elektronicznej zwaną techno. Po rozwiązaniu zespołu w 2004 roku, Paul skoncentrował się na karierze solowej. 28 maja 2007 wydał swój pierwszy album The Ideal Condition, który promowały dwa single: "Patchwork Guilt" oraz "Please" z udziałem Roberta Smitha z The Cure.